# Elias Ravian
Elias Ravian (* 2. März 1945 in Vunakabai; † 8. März 1979 auf Karkar) war ein papua-neuguineischer Vulkanologe.

## Leben

### Herkunft, Privatleben und Ausbildung
Er gehörte der Volksgruppe der Tolai an kam im Frühjahr 1945 als zweites Kind von ToHereman und LaKeideng Tangi im Dorf Vunakabai auf der kleinen Insel Watom zur Welt, die wenige Kilometer nördlich von Rabaul im Bismarck-Archipel liegt und heutzutage zur East New Britain Province gehört. Den Großteil seiner Kindheit verbrachte er im Dorf Tavui No. 1 an der nördlichsten Spitze der Insel Neubritannien. Dort besuchte er die Grundschule und anschließend in Malabunga die weiterführende Schule. Ravian war ein außergewöhnlich guter Schüler, amtierte als Schulpräfekt und repräsentierte die Schule in Basketball sowie in drei verschiedenen Varianten von Football. Seinen Abschluss erhielt er 1965. Er entwickelte später eine Leidenschaft für Fotografie und für das Filmemachen.
Verheiratet war er in glücklicher Ehe mit Addie Pathimos aus dem Dorf Ngatur. Das Paar hatte drei gemeinsame Kinder: Helen Laup, Rachel Natua und Robert Elias.

### Berufliche Karriere
Ab dem 31. Dezember 1965 war er als technischer Assistent am Rabaul Volcanological Observatory (RVO) beschäftigt und einer von mehreren Indigenen, die in dieser Zeit erstmals angestellt wurden. Leiter des RVO war damals noch der renommierte Tony Taylor. Als Observer-in-Charge (de.: leitender Beobachter) arbeitete Ravian 1967 auf Manam und darauffolgend 1968 auf Sanaroa. Zwischen dem 25. Februar 1972 und dem 21. Juli 1975 war er nicht für das RVO tätig. Stattdessen reiste er durch Australien und hatte Leitungspositionen bei verschiedenen Unternehmen in Rabaul und Port Moresby. Nach seiner Rückkehr an das Observatorium oblag ihm zusätzlich zu seinen vorherigen Aufgaben auch Feldforschung – Mitte 1978 am Langila und im Oktober gleichen Jahres auf Karkar.
Nachdem im Januar 1979 eruptive Tätigkeit auf der kleinen Vulkaninsel Karkar registriert worden war, entsandte das RVO sich abwechselnde Geologenteams zur Beobachtung. Ravian und sein australischer Kollege Robin J. S. Cooke erreichten das Eiland am Abend des 7. März und sollten am 11. oder 12. März abgelöst werden. In der ersten Nacht ereigneten sich drei phreatische Explosionen. Als sich das Duo am Morgen nicht wie vereinbart über seinen Funkempfänger meldete, organisierte man einen Suchtrupp. Beide Leichname wurden im RVO-Camp gefunden, begraben unter einer knapp 15 Zentimeter dicken Ascheschicht. In dem Gebiet waren zudem vulkanische Bomben von bis zu einem Meter Durchmesser niedergegangen. Per Helikopter wurden die Leichen nach Rabaul transportiert. Ravian erhielt ein Begräbnis in seinem Heimatdorf.

## Erinnerung
In Rabaul wurde zu Ehren der beiden Geologen ein Gedenkstein errichtet. Zwei Jahre nach ihrem Tod gab ihr ehemaliger Kollege Robert Wallace Johnson ein ihnen gewidmetes vulkanologisches Sammelwerk heraus.